# Nellie Charlie
Nellie Charlie of Besa-Yoona (1867 – 1965) was een indiaans-Amerikaans mandenvlechtster. Ze was de dochter van een hoofdman van de Kucadikadi-groepering (Mono Lake Paiute) van de noordelijke Paiute en diens vrouw, ook een mandenvlechtster. Samen met Carrie Bethel, Lucy Telles en enkele andere Paiute en Mono vrouwen werd Charlie bekend om haar uitzonderlijk verfijnde, ingewikkelde en kunstige manden. Ze werkte in zowel traditionele als moderne stijlen. In de jaren 20 nam ze deel aan de jaarlijkse Yosemite Indian Field Days in Yosemite National Park. Haar dochter Daisy Mallory werd eveneens een vooraanstaand mandenvlechtster.

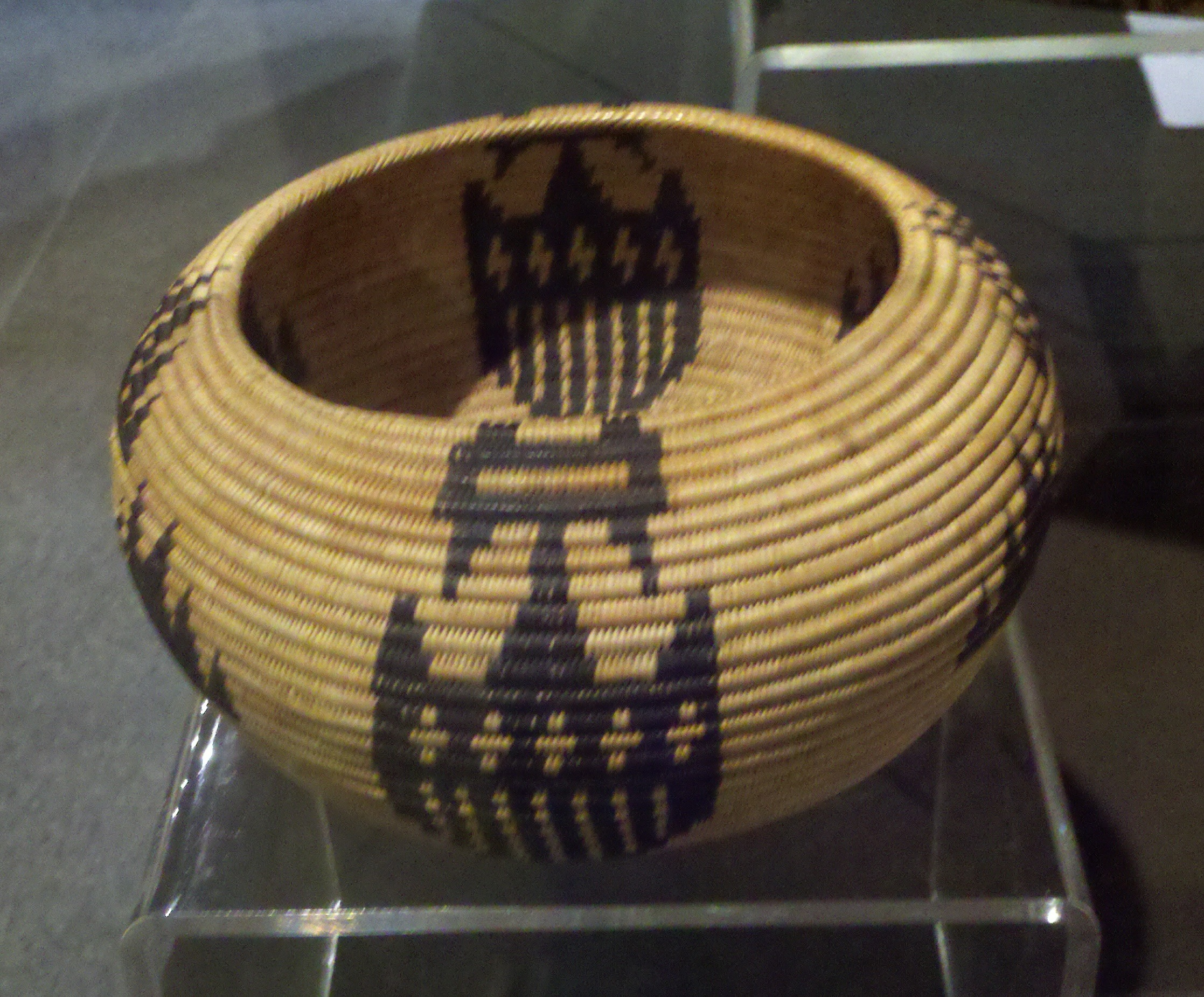
Een mand van Nellie Charlie uit 1924